# Portugal en el Festival de la Canción de Eurovisión 2021
Portugal participó en el LXV Festival de la Canción de Eurovisión, celebrado en Róterdam, Países Bajos del 18 al 22 de mayo del 2021, tras la victoria de Duncan Laurence con la canción «Arcade». La RTP, radiodifusora encargada de la participación lusa dentro del festival, se encargó de organizar el tradicional Festival da Canção como final nacional del país. Tras la realización de dos semifinales y una final, en la que concursaron 20 canciones compuestas por 20 compositores invitados por la RTP, fue elegido el tema soul «Love is on my side», interpretado por el grupo The Black Mamba y compuesto por su vocalista, Tatanka. El grupo obtuvo 20 puntos, siendo la segunda opción tanto para el jurado profesional como para el público, sin embargo un desempate hecho por este último le dio la victoria a The Black Mamba. De esta forma, «Love Is On My Side» se convirtió en la primera canción interpretada enteramente en inglés en 51 años de participación portuguesa en el concurso.
A pesar de no partir como uno de los países favoritos, Portugal consiguió clasificarse para la final del sábado, tras posicionarse en 4° lugar con 239 puntos en la segunda semifinal. Finalmente, Portugal se ubicaría en 12° lugar con 153 puntos en la final. Este resultado se convertiría en el segundo mejor para el país luso en el siglo XXI, solo por detrás de su victoria en 2017.

## Historia de Portugal en el Festival
Portugal debutó en el Festival de 1964, participando desde entonces en 51 ocasiones. Desde su debut, Portugal es uno de los países con los peores resultados dentro del concurso, habiéndose colocado solamente en una ocasión dentro del Top 5 y en diez dentro del Top 10. Desde la introducción de las semifinales en 2004, Portugal solo ha avanzado en 4 ocasiones a la final. Sin embargo, Portugal ha vencido en una ocasión el concurso: en la edición de 2017, con la canción de influencia jazz «Amar pelos dois» interpretada por Salvador Sobral y compuesta por su hermana Luísa Sobral. Además, el tema obtuvo 758 puntos, la puntuación más grande de la historia.
La representante para la edición cancelada de 2020 era la ganadora del Festival RTP da Canção de ese año, Elisa Silva con la balada «Medo de Sentir». En 2019, el ganador del Festival da Canção, Conan Osíris no logró clasificarse para la final, terminando en 15.ª posición con 51 puntos en la primera semifinal, con el tema «Telemóveis».

## Representante para Eurovisión

### Festival da Canção 2021
El Festival da Canção de 2021, fue la 55° edición del prestigioso festival portugués. Portugal confirmó su participación en el Festival de Eurovisión 2021 el 16 de octubre de 2020. La competencia tuvo lugar durante 3 fines de semana, iniciando con las dos semifinales el 20 y 27 de febrero de 2021, con la participación de 20 intérpretes.
La final del festival, tuvo lugar el 6 de marzo. Participaron los 10 clasificados de las semifinales siendo sometidos a votación, compuesta por la votación de 7 jurados provenientes de las 7 regiones del país (50%) y la votación del público (50%). Tras la votación, el grupo The Black Mamba y la cantante Carolina Deslandes empataron con 20 puntos en el primer puesto, con lo cual se aplicó la regla de desempate, la cual estipula que el participante con la mayor cantidad de votos del público es declarado ganador. De esta forma, el grupo se convirtió en los 52° representantes de Portugal en Eurovisión con la canción soul «Love is on my side». La canción, que es dedicada a una prostituta que conoció el grupo en un viaje a Ámsterdam en 2018, se convirtió en la primera canción en ganar el Festival da Canção siendo escrita enteramente en inglés.
| N.º | Artista                | Canción                    | Jurado | Televoto | Lugar | Puntos |
| --- | ---------------------- | -------------------------- | ------ | -------- | ----- | ------ |
| 1   | Karetus & Romeu Bairos | «Saudade»                  | 4      | 6        | 6     | 10     |
| 2   | Joana Alegre           | «Joana do mar»             | 6      | 3        | 7     | 9      |
| 3   | Fábia Maia             | «Dia lindo»                | 2      | 1        | 10    | 3      |
| 4   | Valéria                | «Na mais profunda saudade» | 3      | 7        | 5     | 10     |
| 5   | Carolina Deslandes     | «Por um triz»              | 12     | 8        | 2     | 20     |
| 6   | NEEV                   | «Dancing in the Stars»     | 5      | 12       | 3     | 17     |
| 7   | Pedro Gonçalves        | «Não vou ficar»            | 1      | 4        | 9     | 5      |
| 8   | Sara Afonso            | «Contramão»                | 8      | 5        | 4     | 13     |
| 9   | EU.CLIDES              | «VOLTE-FACE»               | 7      | 2        | 8     | 9      |
| 10  | The Black Mamba        | «Love is on my side»       | 10     | 10       | 1     | 20     |

## En Eurovisión
De acuerdo a las reglas del festival, todos los concursantes inician desde las semifinales, a excepción del anfitrión (en este caso, Países Bajos) y el Big Five compuesto por Alemania, España, Francia, Italia y Reino Unido. La producción del festival decidió respetar el sorteo ya realizado para la edición cancelada de 2020 por lo que se determinó que el país, tendría que participar en la segunda semifinal. En este mismo sorteo, se determinó que participaría en la segunda mitad de la semifinal (posiciones 10-17). Semanas después, ya conocidos los artistas y sus respectivas canciones participantes, la producción del programa dio a conocer el orden de actuación, determinando que Portugal participara en la decimosegunda posición, precedida por Albania y seguido de Bulgaria.
Los comentarios para Portugal corrieron por parte de José Carlos Malato y Nuno Galopim. La portavoz de la votación del jurado profesional portugués fue la cantante seleccionada para la edición del 2020, Elisa Silva.

### Semifinal 2
The Black Mamba tomó parte de los primeros ensayos los días 11 y 14 de mayo, así como de los ensayos generales con vestuario de la segunda semifinal los días 19 y 20 de mayo. El ensayo general de la tarde del 19 fue tomado en cuenta por los jurados profesionales para emitir sus votos, que representan el 50% de los puntos. Portugal se presentó en la posición 12, detrás de Bulgaria y por delante de Albania. La actuación de Portugal se mantuvo fiel a la presentación del grupo en el Festival da Canção, con el grupo vistiendo de traje mientras la actuación iniciaba mostrándose en un formato a blanco y negro de cine antiguo, que después se coloreaba conforme avanzó la canción. Los fondos de la pantalla LED proyectaban una calle de Ámsterdam en tonos naranjas y azules en los que se paseaba la silueta de una mujer, a la que se refiere la historia de la canción. Durante el segundo estribillo de la canción, el vocalista Tatanka caminó por la pasarela a la pastilla central junto a la mujer proyectada en la pantalla lateral.
Al final del show, Portugal fue anunciada como uno de los 10 países finalistas. Los resultados revelados una vez terminado el festival, posicionaron al país luso en cuarto lugar con 239 puntos, habiendo obtenido la quinta posición del público con 111 puntos, y obteniendo el cuarto lugar del jurado profesional con 128 puntos.

### Final
Durante la rueda de prensa de los ganadores de la segunda semifinal, se realizó el sorteo en el que se decidió en que mitad participaría cada finalista. Portugal fue sorteada para participar en la primera mitad de la final (posiciones 1-13). El orden de actuación revelado durante la madrugada del viernes 21 de mayo, en el que se decidió que Portugal debía actuar en la posición 7 por delante de Malta y detrás de Serbia.
Durante la votación final, Portugal se colocó en séptima posición del jurado profesional con 126 puntos, incluyendo la máxima puntuación del jurado checo. Posteriormente, se reveló su votación del público: el decimonoveno puesto con 27 puntos, que le dieron la sumatoria final de 153 puntos, finalizando en 12° lugar.

### Votación

#### Puntuación otorgada a Portugal

##### Semifinal 2
| Jurado                                   | Jurado                                             | Jurado                          | Jurado                         | Jurado                              |
| 12 puntos                                | 10 puntos                                          | 8 puntos                        | 7 puntos                       | 6 puntos                            |
| ---------------------------------------- | -------------------------------------------------- | ------------------------------- | ------------------------------ | ----------------------------------- |
| - República Checa                        | - España - Francia - Georgia - Reino Unido - Suiza | - Bulgaria - Islandia - Letonia | - Austria - Finlandia - Serbia | - Estonia                           |
| 5 puntos                                 | 4 puntos                                           | 3 puntos                        | 2 puntos                       | 1 punto                             |
| - Grecia                                 | - Dinamarca                                        |                                 | - Moldavia - San Marino        | - Albania - Polonia                 |
| Televoto                                 |                                                    |                                 |                                |                                     |
| 12 puntos                                | 10 puntos                                          | 8 puntos                        | 7 puntos                       | 6 puntos                            |
| - España                                 | - Francia - Suiza                                  | - Dinamarca - Islandia          | - Austria                      | - Albania - Finlandia - Reino Unido |
| 5 puntos                                 | 4 puntos                                           | 3 puntos                        | 2 puntos                       | 1 punto                             |
| - Bulgaria - Estonia - Letonia - Polonia | - Moldavia - República Checa - Serbia              | - Grecia - San Marino           |                                |                                     |

##### Final
| Jurado                      | Jurado               | Jurado                        | Jurado                                  | Jurado                         |
| 12 puntos                   | 10 puntos            | 8 puntos                      | 7 puntos                                | 6 puntos                       |
| --------------------------- | -------------------- | ----------------------------- | --------------------------------------- | ------------------------------ |
| - República Checa           | - Islandia - Rumania | - Francia - Georgia - Polonia | - Austria - Malta - Reino Unido - Suiza | - Bulgaria - Italia - Lituania |
| 5 puntos                    | 4 puntos             | 3 puntos                      | 2 puntos                                | 1 punto                        |
| - España - Estonia - Serbia |                      |                               | - Azerbaiyán - Moldavia - Ucrania       | - Bélgica - Chipre - Croacia   |
| Televoto                    |                      |                               |                                         |                                |
| 12 puntos                   | 10 puntos            | 8 puntos                      | 7 puntos                                | 6 puntos                       |
|                             |                      | - Francia - Suiza             |                                         | - Países Bajos                 |
| 5 puntos                    | 4 puntos             | 3 puntos                      | 2 puntos                                | 1 punto                        |
|                             |                      |                               | - Irlanda - Islandia                    | - España                       |

#### Puntuación otorgada por Portugal
| Puntos    | Jurado          | Televoto  |
| --------- | --------------- | --------- |
| 12 puntos | Bulgaria        | Moldavia  |
| 10 puntos | Islandia        | Grecia    |
| 8 puntos  | Albania         | Suiza     |
| 7 puntos  | Suiza           | Islandia  |
| 6 puntos  | Finlandia       | Finlandia |
| 5 puntos  | República Checa | Bulgaria  |
| 4 puntos  | Serbia          | Dinamarca |
| 3 puntos  | Grecia          | Georgia   |
| 2 puntos  | Austria         | Serbia    |
| 1 punto   | Estonia         | Albania   |

| Puntos    | Jurado       | Televoto  |
| --------- | ------------ | --------- |
| 12 puntos | Bulgaria     | Francia   |
| 10 puntos | Rusia        | Ucrania   |
| 8 puntos  | Islandia     | Moldavia  |
| 7 puntos  | Suiza        | Italia    |
| 6 puntos  | Francia      | Suiza     |
| 5 puntos  | Bélgica      | Finlandia |
| 4 puntos  | Malta        | Suecia    |
| 3 puntos  | Italia       | Islandia  |
| 2 puntos  | Ucrania      | Grecia    |
| 1 punto   | Países Bajos | Rusia     |

##### Desglose
El jurado portugués estuvo compuesto por:
- Dino d'Santiago
- Dora
- João Reis Moreira
- Marta Carvalho
- Pedro Penim

| Semifinal 2 | Semifinal 2     | Semifinal 2                | Semifinal 2                | Semifinal 2                | Semifinal 2                | Semifinal 2                | Semifinal 2                | Semifinal 2                | Semifinal 2                | Semifinal 2                |
| N.º         | País            | Jurado                     | Jurado                     | Jurado                     | Jurado                     | Jurado                     | Jurado                     | Jurado                     | Televoto                   | Televoto                   |
| N.º         | País            | Jurado A                   | Jurado B                   | Jurado C                   | Jurado D                   | Jurado E                   | Ranking                    | Puntos                     | Ranking                    | Puntos                     |
| ----------- | --------------- | -------------------------- | -------------------------- | -------------------------- | -------------------------- | -------------------------- | -------------------------- | -------------------------- | -------------------------- | -------------------------- |
| 01          | San Marino      | 8                          | 11                         | 10                         | 10                         | 8                          | 11                         |                            | 11                         |                            |
| 02          | Estonia         | 9                          | 3                          | 14                         | 11                         | 12                         | 10                         | 1                          | 13                         |                            |
| 03          | República Checa | 13                         | 2                          | 3                          | 6                          | 13                         | 6                          | 5                          | 14                         |                            |
| 04          | Grecia          | 6                          | 10                         | 8                          | 8                          | 7                          | 8                          | 3                          | 2                          | 10                         |
| 05          | Austria         | 12                         | 5                          | 13                         | 13                         | 5                          | 9                          | 2                          | 12                         |                            |
| 06          | Polonia         | 15                         | 12                         | 15                         | 14                         | 16                         | 16                         |                            | 16                         |                            |
| 07          | Moldavia        | 11                         | 13                         | 9                          | 7                          | 11                         | 13                         |                            | 1                          | 12                         |
| 08          | Islandia        | 4                          | 6                          | 1                          | 2                          | 10                         | 2                          | 10                         | 4                          | 7                          |
| 09          | Serbia          | 10                         | 7                          | 7                          | 5                          | 9                          | 7                          | 4                          | 9                          | 2                          |
| 10          | Georgia         | 7                          | 15                         | 16                         | 9                          | 14                         | 15                         |                            | 8                          | 3                          |
| 11          | Albania         | 2                          | 4                          | 4                          | 15                         | 4                          | 3                          | 8                          | 10                         | 1                          |
| 12          | Portugal        | -------------------------- | -------------------------- | -------------------------- | -------------------------- | -------------------------- | -------------------------- | -------------------------- | -------------------------- | -------------------------- |
| 13          | Bulgaria        | 1                          | 1                          | 2                          | 1                          | 3                          | 1                          | 12                         | 6                          | 5                          |
| 14          | Finlandia       | 3                          | 8                          | 6                          | 16                         | 1                          | 5                          | 6                          | 5                          | 6                          |
| 15          | Letonia         | 14                         | 14                         | 12                         | 12                         | 6                          | 14                         |                            | 15                         |                            |
| 16          | Suiza           | 5                          | 9                          | 5                          | 4                          | 2                          | 4                          | 7                          | 3                          | 8                          |
| 17          | Dinamarca       | 16                         | 16                         | 11                         | 3                          | 15                         | 12                         |                            | 7                          | 4                          |

| Final | Final        | Final                      | Final                      | Final                      | Final                      | Final                      | Final                      | Final                      | Final                      | Final                      |
| N.º   | País         | Jurado                     | Jurado                     | Jurado                     | Jurado                     | Jurado                     | Jurado                     | Jurado                     | Televoto                   | Televoto                   |
| N.º   | País         | Jurado A                   | Jurado B                   | Jurado C                   | Jurado D                   | Jurado E                   | Ranking                    | Puntos                     | Ranking                    | Puntos                     |
| ----- | ------------ | -------------------------- | -------------------------- | -------------------------- | -------------------------- | -------------------------- | -------------------------- | -------------------------- | -------------------------- | -------------------------- |
| 01    | Chipre       | 16                         | 18                         | 12                         | 16                         | 23                         | 16                         |                            | 19                         |                            |
| 02    | Albania      | 18                         | 17                         | 17                         | 21                         | 13                         | 19                         |                            | 24                         |                            |
| 03    | Israel       | 8                          | 8                          | 18                         | 14                         | 10                         | 14                         |                            | 16                         |                            |
| 04    | Bélgica      | 9                          | 2                          | 3                          | 9                          | 9                          | 6                          | 5                          | 18                         |                            |
| 05    | Rusia        | 5                          | 11                         | 2                          | 3                          | 6                          | 2                          | 10                         | 10                         | 1                          |
| 06    | Malta        | 4                          | 9                          | 7                          | 6                          | 4                          | 7                          | 4                          | 15                         |                            |
| 07    | Portugal     | -------------------------- | -------------------------- | -------------------------- | -------------------------- | -------------------------- | -------------------------- | -------------------------- | -------------------------- | -------------------------- |
| 08    | Serbia       | 11                         | 10                         | 9                          | 7                          | 17                         | 13                         |                            | 20                         |                            |
| 09    | Reino Unido  | 25                         | 16                         | 21                         | 24                         | 21                         | 24                         |                            | 25                         |                            |
| 10    | Grecia       | 17                         | 22                         | 22                         | 15                         | 22                         | 22                         |                            | 9                          | 2                          |
| 11    | Suiza        | 2                          | 15                         | 6                          | 8                          | 2                          | 4                          | 7                          | 5                          | 6                          |
| 12    | Islandia     | 3                          | 6                          | 4                          | 5                          | 7                          | 3                          | 8                          | 8                          | 3                          |
| 13    | España       | 15                         | 19                         | 19                         | 25                         | 25                         | 23                         |                            | 12                         |                            |
| 14    | Moldavia     | 19                         | 24                         | 23                         | 13                         | 16                         | 21                         |                            | 3                          | 8                          |
| 15    | Alemania     | 22                         | 12                         | 25                         | 23                         | 15                         | 20                         |                            | 17                         |                            |
| 16    | Finlandia    | 6                          | 13                         | 20                         | 22                         | 3                          | 11                         |                            | 6                          | 5                          |
| 17    | Bulgaria     | 1                          | 1                          | 10                         | 2                          | 5                          | 1                          | 12                         | 13                         |                            |
| 18    | Lituania     | 20                         | 20                         | 14                         | 4                          | 8                          | 12                         |                            | 14                         |                            |
| 19    | Ucrania      | 21                         | 7                          | 1                          | 10                         | 19                         | 9                          | 2                          | 2                          | 10                         |
| 20    | Francia      | 7                          | 5                          | 8                          | 12                         | 1                          | 5                          | 6                          | 1                          | 12                         |
| 21    | Azerbaiyán   | 14                         | 14                         | 11                         | 11                         | 14                         | 15                         |                            | 21                         |                            |
| 22    | Noruega      | 23                         | 21                         | 24                         | 18                         | 24                         | 25                         |                            | 11                         |                            |
| 23    | Países Bajos | 10                         | 4                          | 5                          | 19                         | 20                         | 10                         | 1                          | 22                         |                            |
| 24    | Italia       | 12                         | 3                          | 16                         | 1                          | 11                         | 8                          | 3                          | 4                          | 7                          |
| 25    | Suecia       | 13                         | 23                         | 13                         | 20                         | 18                         | 17                         |                            | 7                          | 4                          |
| 26    | San Marino   | 24                         | 25                         | 15                         | 17                         | 12                         | 18                         |                            | 23                         |                            |